# José Antonio Santesteban
José Antonio Santesteban (Sant Sebastià, 18 d'octubre de 1835 – Sant Sebastià, 21 de setembre de 1906) va ser un compositor basc, el més famós de la família musical d'aquest nom (el seu pare era José Juan Santesteban i el seu fill era el pianista Jesús de Santesteban), que va escriure Pudente, la primera òpera en basc, sobre un llibret de Serafin Baroja. El 1879 va succeir el càrrec del seu pare com a organista a Santa Maria, Donostia.
L'any 1863 va inaugurar el lliurament d'un orgue Cavaillé-Coll a Santa Maria i l'any 1879 va succeir el càrrec del seu pare com a organista de la parròquia.

## Obres
- Pudente, la primera òpera basca (2 actes, 15 números musicals, inclòs Gernikako Arbola)
- 12 misses per a gran orquestra
- 2 Misereres (1 per a 4 veus)
- Salms
- Motets
- 24 Préludes pour piano, op. 84 (amb dedicatòria "al meu amic Tomás Bretón⁣")
- Cantos y Bailes Tradicionales Vascongados